# Майлз Робінсон
Майлз Робінсон (англ. Miles Robinson, нар. 14 березня 1997, Арлінгтон) — американський футболіст, захисник клубу «Цинциннаті» та національної збірної США. Відомий також за виступами в клубі «Атланта Юнайтед», у якому став переможцем Відкритого кубка США, володарем Кубка MLS та Campeones Cup. У складі збірної — володар Золотого кубка КОНКАКАФ.

## Клубна кар'єра
Майлз Робінсон дебютував у дорослому футболі 2016 року виступами за команду «Бостон». Наступного року він перейшов до клубу MLS «Атланта Юнайтед», проте відразу до основи команди не пробився, і керівництво клубу віддало футболіста в оренду до клубу «Чарлстон Беттері». Після повернення з оренди у 2018 році Робінсон став гравцем основного складу команди з Атланти, та став у її складі переможцем Відкритого кубка США, володарем Кубка MLS та Campeones Cup.
З 2024 року Майлз Робінсон грає у складі іншого клубу MLS «Цинциннаті». Станом на 15 жовтня 2024 року відіграв за команду 24 матчі регулярного чемпіонату.

## Виступи за збірні
Протягом 2016—2019 років Майлз Робінсон залучався до складу молодіжної збірної США. На молодіжному рівні зіграв у 10 офіційних матчах.
У 2019 році Майлз Робінсон дебютував в офіційних матчах у складі національної збірної США. У складі збірної був учасником розіграшу Золотого кубка КОНКАКАФ 2021 року у США, здобувши того року титул континентального чемпіона, розіграшу Золотого кубка КОНКАКАФ 2023 року у США і Канаді, розіграшу Кубка Америки 2024 року у США. Станом на жовтень 2024 року зіграв у складі національної збірної 31 матч, у якому відзначився 4 забитими м'ячами.

## Титули і досягнення
- Володар Золотого кубка КОНКАКАФ (1): 2021
- Володар Кубка MLS (1):

«Атланта Юнайтед»: 2018
- Переможець Відкритого кубка США (1):

«Атланта Юнайтед»: 2019
- Campeones Cup (1):

«Атланта Юнайтед»: 2019